# 동적 입체화학
동적 입체화학(動的立體化學, 영어: dynamic stereochemistry)은 화학의 하위 분야로 화학 반응의 반응 속도에 대한 입체화학의 영향에 대해 연구하는 학문이다. 입체화학은 다음의 내용들을 포함한다.
- 입체특이적 반응
- 입체선택적 또는 비대칭적 반응
- 라세미화 과정

## 같이 보기
- 입체화학
- 화학 반응
- 반응 속도
- 입체특이성
- 입체선택성
- 라세미화